# Takeshi James Yamada
Takeshi James Yamada (山田 ジェームス 武 Yamada Jēmusu Takeshi?,  Prefectura de Chiba, Japón, 7 de mayo de 1987) es un actor, modelo y diseñador de moda japonés, afiliado a Next Satisfaction. Algunos de sus roles más destacados incluyen el de Yūichirō Kuroki em la serie Jigoku Sensei Nube y Yuzuru Shino en las películas de Seven Days.

## Biografía
Yamada nació el 7 de mayo de 1990 en la prefectura de Chiba, Japón. Yamada posee ascendencia japonesa, española, filipina y china; su padre es mitad japonés y mitad español, mientras que su madre es mitad filipina y mitad china. Debutó como modelo en 2009, modelando para la revista masculina Men's Egg. En marzo de 2012, Yamada formó una unidad musical llamada Angry Cats, donde se desempeñaba como vocalista y guitarrista. Su debut como actor se produjo en noviembre de 2013, con un papel secundario en la película Shin Okubo Monogatari.

## Filmografía

### Películas
- Shin Okubo Monogatari (2013)
- LDK (2013)
- Tokyo Tribe (2014)
- Kabaden!: Ikakuro Kōkō-hen (2014) como Kiryuu
- Bar Kamikaze: Gomakashi Drive (2015) como Takuya Tsuchiya
- Yasashisa to Namida to (2015)
- Seven Days: Monday→Thursday (2015) como Yuzuru Shino
- Seven Days: Friday→Sunday (2015) como Yuzuru Shino
- Norainu wa Dance o Odoru (2015) como Kyōji Morikawa
- Gesu no Ai (2016) como Hiroyuki Marui
- Yoru, Nigeru (2016) como Katō[4]
- Messiah Gaiden: Goku Yoru (2017) como Salute
- Messiah: Vision Night Time (2018) como Salute

### Televisión
- Yoru no Sensei (2014, TBS) como Anfitrión
- Jigoku Sensei Nube (2014, Nippon TV) como Yūichirō Kuroki[5]
- The Last Cop (2015, Nippon TV) como Joven
- Ihin Seiri Hito Tanizaki Aiko (2015, MBS/TBS) como Oficial de policía
- Delivery Oneesan (2016, TV Kanagawa) como Ken'ichi
- Sakurasaku (2016, NOTTV) como Ryū Ikuta